# 周祖安
周祖安（1999年10月15日－），臺灣歌手、舞者，男子音樂組合Ozone成員，擔任隊長與領舞。曾參加選秀節目《原子少年》，在決賽中人氣票選勝出，並於2022年9月13日隨 Ozone 正式出道。

## 早年生活
周祖安曾以「地球」組成員身份參加選秀節目《原子少年》，在節目中人氣票選晉級，並進入最終出道名單。

## 演藝經歷
- 2022年9月13日 — Ozone 正式出道。[3]
- 2022年12月 — 隨團體發行首張迷你專輯《Unicorn》。[4]
- 2023年 — 獲 Hito 流行音樂獎「最受歡迎新人獎」與「最佳團體獎」。[5]
- 2024年 — 發行數位單曲《World Top》，並展開「World Top」攻頂計畫。[6]
- 2024年8月3日 — 舉辦台北小巨蛋「World Top」演唱會。[7]
- 參與多場大型演出，包括新北耶誕城、台中跨年、花蓮夏戀嘉年華、澎湖花火節等。[8]

## 音樂作品

### 團體作品（隨 Ozone）
- 2022年 — 《Unicorn》[9]
- 2022年 — 《Purple Days》（參與製作，獻給粉絲的歌曲）[10]
- 2024年 — 《World Top》[11]

## 獎項與提名
- 2023年 — Hito 流行音樂獎「最受歡迎新人獎」 — 得獎[12]
- 2023年 — Hito 流行音樂獎「最佳團體獎」 — 得獎[13]

## 外部連結
- 周祖安 Instagram
- Ozone 官方Facebook
- Ozone 官方YouTube